# Takeshi
Takeshi  è un nome proprio di persona giapponese maschile.

## Origine e diffusione
È scritto in katakana タケシ e hiragana たけし. In kanji può essere scritto:
- 武 ("guerriero")[1]
- 毅
- 猛
- 健史

## Persone

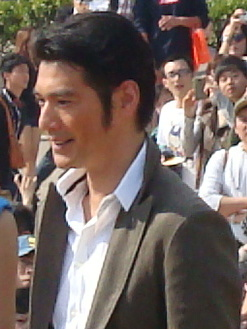
Takeshi Kaneshiro

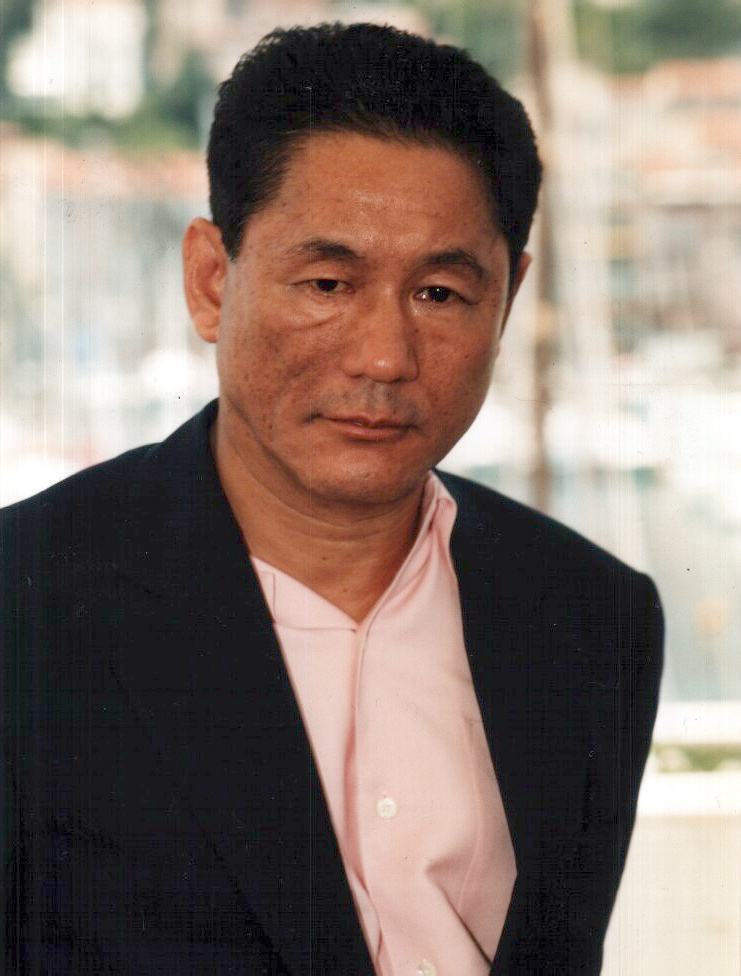
Takeshi Kitano

- Takeshi Aoki, calciatore giapponese
- Takeshi Aono, doppiatore giapponese
- Takeshi Hamada, calciatore giapponese
- Takeshi Kaneshiro, attore giapponese
- Takeshi Kitano, regista, sceneggiatore, attore, montatore, scrittore, pittore, presentatore televisivo e autore televisivo giapponese
- Takeshi Kusao, doppiatore giapponese
- Takeshi Matsuda, nuotatore giapponese
- Takeshi Naito, karateka e maestro di karate giapponese
- Takeshi Narumi, mangaka e sceneggiatore giapponese
- Takeshi Obata, fumettista e character designer giapponese
- Takeshi Okada, allenatore di calcio e calciatore giapponese
- Takeshi Okazaki, fumettista, illustratore e character designer giapponese
- Takeshi Seyama, montatore giapponese
- Takeshi Shudō, sceneggiatore giapponese
- Takeshi Tamiya, regista e produttore cinematografico giapponese
- Takeshi Tsujimura, pilota motociclistico giapponese
- Takeshi Urata, astronomo giapponese
- Takeshi Watanabe, calciatore giapponese

## Il nome nelle arti
- Takeshi Momoshiro è un personaggio del manga e anime Il principe del tennis.
- Takeshi Sendo è un personaggio del manga e anime Hajime no Ippo